# بازیکن (مجموعه تلویزیونی)
بازیکن (کره‌ای: 플레이어؛ انگلیسی: Player) یک مجموعه تلویزیونی محصول کره جنوبی با بازی سونگ سونگ هون، کریستال جونگ، لی شی اون، ته وون سوک، اوه یون سو و جانگ گیو ری است. فصل اول از ۲۹ سپتامبر تا ۱۱ نوامبر ۲۰۱۸، روزهای شنبه و یکشنبه ساعت ۲۲:۲۰ (کی‌اس‌تی) از اوسی‌ان پخش شد. فصل دوم از ۳ ژوئن تا ۹ ژوئیه ۲۰۲۴، روزهای دوشنبه و سه‌شنبه ساعت ۲۰:۵۰ (کی‌اس‌تی) از تی‌وی‌ان پخش شد.

## بررسی اجمالی مجموعه
| فصل | قسمت‌ها | قسمت‌ها | تاریخ اصلی روی آنتن رفتن | تاریخ اصلی روی آنتن رفتن | تاریخ اصلی روی آنتن رفتن | زمان پخش                            |
| فصل | قسمت‌ها | قسمت‌ها | اولین بار                | آخرین بار                | شبکه                     | زمان پخش                            |
| --- | ------ | ------ | ------------------------ | ------------------------ | ------------------------ | ----------------------------------- |
| ۱   | ۱۴     | ۱۴     | ۲۹ سپتامبر ۲۰۱۸          | ۱۱ نوامبر ۲۰۱۸           | اوسی‌ان                   | شنبه و یکشنبه ساعت ۲۲:۲۰ (کی‌اس‌تی)   |
| ۲   | ۱۲     | ۱۲     | ۳ ژوئن ۲۰۲۴              | ۹ ژوئیه ۲۰۲۴             | تی‌وی‌ان                   | دوشنبه و سه‌شنبه ساعت ۲۰:۵۰ (کی‌اس‌تی) |

## بازیگران

### اصلی
- سونگ سونگ هون در نقش کانگ ها ری / چوی سو هیوک
- کریستال جونگ در نقش چا آه ریونگ (فصل ۱)[۱۰]
- لی شی اون در نقش ایم بیونگ مین[۴]
- ته وون سوک در نقش دو جین وونگ[۱۱]
- اوه یون سو در نقش جونگ سو مین (فصل ۲)[۱۲]
- جانگ گیو ری در نقش چا جه یی (فصل ۲)[۱۳]